# Machinga (dystrykt)
Machinga – dystrykt w Malawi, w regionie Południowym. Według danych z 2018 roku populacja dystryktu wynosiła 735 438 osób.

## Sąsiednie dystrykty
- Balaka – zachód
- Mangochi – północ
- Zomba – południe